# Krzysztof Józef Nykiel
Krzysztof Jozef Nykiel (28 de fevereiro de 1965) é o regente da Penitenciária Apostólica, que foi nomeado para o cargo pelo Papa Bento XVI em 26 de junho de 2012. Ele já havia servido como funcionário da Congregação para a Doutrina da Fé.

## Biografia
Krzysztof Józef Nykiel nasceu em Osjaków em 28 de fevereiro de 1965. Ainda menino frequentou a paróquia de São Rocco em Konopnica, na arquidiocese de Częstochowa.

### Formação sacerdotal e ministério
Em 1984, ele passou no exame de conclusão do ensino médio e ingressou no Seminário Teológico Superior de Łódź, onde estudou filosofia e teologia.
Em 9 de junho de 1990 foi ordenado sacerdote para a arquidiocese de Łódź na catedral arquidiocesana pelo Arcebispo Władysław Ziółek. No mesmo ano obteve o título de mestre em teologia pela Academia de Teologia Católica de Varsóvia. Em 2001 obteve o doutorado em direito canônico pela Pontifícia Universidade Gregoriana com uma dissertação intitulada A natureza do poder da Igreja na concessão de indulgências.
De 1990 a 1991 foi vigário paroquial da paróquia da Bem-Aventurada Virgem Maria, Rainha da Polónia, em Włodzimierzów e mestre religioso na mesma localidade. Em 1991 começou a exercer a pastoral na paróquia de Sant'Anna a Passoscuro, na sede suburbana de Porto-Santa Rufina, centrando-se na pastoral dos imigrantes polacos.
Em 1995 ingressou como funcionário do Pontifício Conselho para a Pastoral no Campo da Saúde e em 2002 foi transferido para a secção disciplinar da Dicastério para a Doutrina da Fé, tornando-se colaborador próximo do então prefeito daquele dicastério, Cardeal Joseph Ratzinger, até sua eleição como Sumo Pontífice em 2005.
Em 20 de julho de 2001, o Papa João Paulo II concedeu-lhe o título de Capelão de Sua Santidade e em 3 de maio de 2010, o Papa Bento XVI elevou-o ao posto de Prelado Honorário de Sua Santidade. Em 24 de novembro de 2005 foi nomeado cônego honorário do capítulo da Basílica Arquicatedral de Santo Estanislau Kostka em Łódź e em 30 de dezembro de 2010 foi nomeado prelado clérigo da Câmara Apostólica.
Em 18 de dezembro de 2009 tornou-se vice-secretário da comissão internacional de inquérito e estudo sobre as aparições de Nossa Senhora de Medjugorje. Em 23 de abril de 2010 tornou-se membro do conselho fiscal do Instituto Eclesiástico Polaco de Roma e em 5 de janeiro do ano seguinte o Papa Bento XVI nomeou-o consultor do Pontifício Conselho para a Pastoral dos Trabalhadores da Saúde.
Em 26 de junho de 2012, o Papa Bento XVI nomeou-o regente da Penitenciária Apostólica. Falando sobre esta missão disse: “Temos razão em chamá-lo Tribunal da Misericórdia porque a sua principal missão é ajudar as pessoas que se encontram numa situação impossível de reconciliar com a sua salvação eterna no processo de reconciliação com Deus e a Igreja. "
É postulador das causas de beatificação e canonização da Venerável Serva de Deus Wanda Malczewska e da Irmã Maria Julitta Ritz.
Ele é membro da Associação de Advogados Canônicos Poloneses.
É autor de publicações e artigos científicos e pastorais. Colabora com a redação de Dolentium Hominum, antiga revista oficial do Pontifício Conselho para a Pastoral dos Trabalhadores da Saúde e hoje publicação do Dicastério para o serviço do desenvolvimento humano integral; do L'Osservatore Romano; da revista Niedziela e Rycerz Niepokalanej dla Polonii. Colabora também com a secção polaca da Rádio Vaticano. É membro do comitê editorial da Revista de estudos sobre dor e bioética, editada pelo Instituto para o estudo e terapia da dor de Florença, no que diz respeito aos aspectos jurídico-canônicos. Ele tem sido palestrante em simpósios, convenções e conferências.
Desde 1 de julho de 2014 é professor convidado da Faculdade de Direito Canónico da Pontifícia Universidade Gregoriana e atualmente ministra os cursos de “Culto e sacramento da penitência. Prática administrativa” e “Sanções. Prática administrativa” no ciclo de licenciatura em direito canônico.
Em 13 de maio de 2017 foi admitido na irmandade dos Monges de São Paulo como o primeiro eremita.

### Ministério episcopal
Em 1º de maio de 2024, o Papa Francisco elevou-o à dignidade episcopal, atribuindo-lhe a sé titular de Velia.
No dia 22 de junho foi ordenado bispo, na Basílica de São Pedro, no Vaticano, do cardeal Mauro Piacenza, penitenciário maior emérito, co-consagrando o cardeal Angelo De Donatis, penitenciário maior, e Władysław Ziółek, arcebispo emérito de Łódź.